# Groninger Vergleich
Der Groninger Vergleich vom 8. September 1319 ist eine Vereinbarung zwischen den 20 selbständigen Ordenshäusern der Johanniter mit dem Steinfurter Komtur Heinrich von Selbach (wahrscheinlich nicht  Heinrich Taube von Selbach). Er regelte das Recht des Komturs, die Ordenshäuser besuchen zu dürfen und gebührend aufgenommen zu werden.

## Johanniter in Ostfriesland
Die Kommenden im mittelalterlichen Friesland waren dem Komtur des Johanniter-Hospitals zu Burg-Steinfurt bei Münster als ihrem Meister unterstellt. In dem 20 Meilen langen und fünf Meilen breiten Küstenstrich an der Nordsee waren 20 Ordenshäuser des heiligen Johannes entstanden, die nach dem Muster der Balleien und des Mutterhauses organisiert waren. Die Brüder jedes Hauses bildeten einen Konvent, an dessen Spitze ein Komtur stand. Die Ordenshäuser verteidigten ihre Unabhängigkeit gegen den Steinfurter Komtur, indem sie seine Forderungen, Mannschaft und Pferde gegen die Ungläubigen zu liefern, ebenso ablehnten, wie die Versuche, sich in die inneren Angelegenheiten der einzelnen Häuser einzubringen. Längere Zeit hatte der Kampf gedauert, als durch Vermittlung einiger Geistlicher und Laien in Groningen ein Vergleich zustande kam.
Zu den 20 Häusern zählten die Kommenden in Bokelesch, Burmönken, Dünebroek, Hasselt, Inte, Langholt, Langewische, Witleke, Hoven und Hesel.

## Inhalt des Vergleichs
Der Vergleich sah vor, dass von Selbach sich unter Ausschluss aller Heeresfolgen mit einer jährlichen Vergütung von 44 Mark Sterling begnügen musste, die er selbst einzusammeln hatte. Bei seinen jährlichen Besuchen nach dem Fest des Apostels Jakobus am 25. Juli, so wurde geregelt, konnte er mit sieben Personen und sieben Pferden die Ordenshäuser besuchen. Der Komtur des Hauses hatte ihm mit den Brüdern entgegenzugehen, ihn zu geleiten und ihn zu bewirten. Sie mussten sich ehrerbietig und freundlich geben und ihm bei Anreise und Abreise einen Schilling als Zehrgeld zahlen. Weitere Befugnisse für von Selbach bezeichnet die Urkunde nicht. Nur bei der Erhaltung des Grundbesitzes, der dem Orden gehörte, hatte der Komtur ein Mitspracherecht. Ohne seine Zustimmung bzw. der Zustimmung des Groß-Priors und des Hochmeisters durften Grundstücke nicht veräußert werden.
Für die Ordenskonvente war der Vergleich ein Erfolg. Die Wahl des jeweiligen Komturs wurde den Brüdern jedes Hauses überlassen, es sei denn, sie konnten sich nicht einigen und zogen von Selbach freiwillig dazu. Auch die Entlassung des örtlichen Komturs wegen nachlässiger Amtsführung stand von Selbach nur nach einem Antrag des Konvents zu.
Über die Art und Zeit der Entstehung dieser 20 Ordenshäuser gibt der Groninger Vergleich keine Auskunft.